# TIMM23B
TIMM23B (англ. Translocase of inner mitochondrial membrane 23 homolog B) – білок, який кодується однойменним геном, розташованим у людей на короткому плечі 10-ї хромосоми. Довжина поліпептидного ланцюга білка становить 257 амінокислот, а молекулярна маса — 28 048.
| 10         |  | 20         |  | 30         |  | 40         |  | 50         |
| ---------- |  | ---------- |  | ---------- |  | ---------- |  | ---------- |
| MEGGGGSGNK |  | TTGGLAGFFG |  | AGGAGYSHAD |  | LAGVPLTGMN |  | PLSPYLNVDP |
| RYLVQDTDEF |  | ILPTGANKTR |  | GRFELAFFTI |  | GGCCMTGAAF |  | GAMNGLRLGL |
| KETQNMAWSK |  | PRNVQILNMV |  | TRQGALWANT |  | LGSLALLYSA |  | FGVIIEKTRG |
| AEDDLNTVAA |  | GTMTGMLYKC |  | TETGFHHGAQ |  | ANFQSEIIFR |  | FLTRFFYAKK |
| KASYSQISQK |  | NLDFTILLRL |  | KTLRSVESKC |  | YVIFVVDELL |  | KNRIPQRIKC |
| LMHNKPT    |  |            |  |            |  |            |  |            |

A: Аланін

C: Цистеїн

D: Аспарагінова кислота

E: Глутамінова кислота

F: Фенілаланін

G: Гліцин

H: Гістидин

I: Ізолейцин

K: Лізин

L: Лейцин

M: Метіонін

N: Аспарагін

P: Пролін

Q: Глутамін

R: Аргінін

S: Серин

T: Треонін

V: Валін

W: Триптофан

Задіяний у таких біологічних процесах, як транспорт, транспорт білків, транслокація. 
Локалізований у мембрані, мітохондрії, внутрішній мембрані мітохондрії.